# Elecciones generales de Malta de 1899
El 7 de marzo de 1899 se celebraron en Malta elecciones generales.

## Antecedentes
Las elecciones se realizaron bajo la constitución de Knutsford.

## Sistema electoral
De los 13 miembros del Consejo de Gobierno, diez serían elegidos por medio de circunscripciones uninomiales y tres representarían a la nobleza y terratenientes, graduados y a la Cámara de Comercio. El escaño anteriormente reservado a los clérigos fue abolido.
| Circunscripción        | Localidades                         |
| ---------------------- | ----------------------------------- |
| I                      | La Valeta este                      |
| II                     | La Valeta oeste, Sliema, San Julián |
| III                    | Floriana, Pietà, Ħamrun, Msida      |
| IV                     | Bormla, Żabbar                      |
| V                      | Birgu, Senglea                      |
| VI                     | Mdina                               |
| VII                    | Birkirkara                          |
| VIII                   | Qormi                               |
| IX                     | Żejtun                              |
| X                      | Gozo                                |
| Fuente: Schiavone, p13 |                                     |

## Resultados
9.581 personas tenían derecho a voto, de las que ninguna votó, ya que ningún candidato tenía oposición.
| Miembros generales electos  | Miembros generales electos | Miembros generales electos | Miembros generales electos                  |
| Circunscripción             | Nombre                     | Votos                      | Notas                                       |
| --------------------------- | -------------------------- | -------------------------- | ------------------------------------------- |
| I                           | Andrè Pullicino            | –                          | Anteriormente en el escaño de los graduados |
| II                          | Paolo Sammut               | –                          | Reelegido                                   |
| III                         | Antonio Dalli              | –                          | Reelegido                                   |
| IV                          | Franc Cardona              | –                          | Reelegido                                   |
| V                           | Cesare Darmanin            | –                          | Anteriormente en el distrito VIII           |
| VI                          | Nutar Petro Bartoli        | –                          | Reelegido                                   |
| VII                         | Fransesco Wettinger        | –                          | Reelegido                                   |
| VIII                        | Edoardo Semini             | –                          |                                             |
| IX                          | Salvatore Cachia Zammit    | –                          | Reelegido                                   |
| X                           | Fortunato Mizzi            | –                          | Reelegido                                   |
| Miembros especiales electos |                            |                            |                                             |
| Escaño                      | Nombre                     | Votos                      | Notas                                       |
| Nobleza y terratenientes    | Alfonso Maria Micallef     | –                          | Reelegido                                   |
| Graduados                   | Beniamino Bonnici          | –                          | Anteriormente por la Cámara de Comercio     |
| Cámara de Comercio          | Joseph Bencini             | –                          | Anteriormente por el distrito V             |
| Fuente: Schiavone, p180     |                            |                            |                                             |